# 聂开基
參數所指定的目標頁面不存在，建議更正成存在頁面或直接建立下列一個頁面（建立前請先搜尋是否有合適的存在頁面可以取代）：
- 聂开基 (南充)

聂开基（1881年?—20世纪?），字丕承，四川省广安州人，清朝及中华民国政治人物。

## 生平

### 立宪派人士
聂开基是清朝副榜。早年，他入紫金书院（1898年清廷宣布维新变法后改称紫金小学），同学有杨森、秀才周建侯、李春帆等人。
清朝光绪二十五年（1899年），蒲殿俊、胡骏、顾鳌、聂开基等人创办了紫金精舍，胡骏任舍长，吕翼文（字雪堂）、彭光弼（号治平）、张澜（字表方）等任教员。
后来，他留学日本学习法政，和张澜是同学。归国后，他曾任广安州视学，四川谘议局编制科书记。
1909年3月31日，革命党人在广安州举行了广安己酉起义。起义总指挥熊克武、副总指挥佘英，秦炳等人是重要组织者。起义失败后，同年4月1日，广安州知州吴鬯、把总张庚齡逮捕革命党人王亚东、萧贤哲、旷玉田、雷迅、陈云久、王晓澄等。因为其中王晓澄是学堂教习，陈云久是中学堂学生，知州吴鬯遂命视学聂开基到知州衙门以问询情况。聂开基企图为王晓澄开脱，但后来王晓澄招供。此后，农历三月，何忠绪、蓝孝先、雷大和等人被处死，王晓澄被判处十年监禁，直到大汉蜀北军政府成立后才获释。
1911年10月27日，曾省斋、张雅南以“兴汉排满，建立民国”为口号，在垫江小沙河组织了酆都县、垫江县、梁山县（今梁平县）、广安州的革命党人举行起义，攻克垫江县。11月11日，起义军出发，此后接连攻下大竹县、邻水县。11月22日，起义军进攻广安州。不久，广安州知州李藩投降，盐务统带夏清风逃走。革命党人在广安州建立了大汉蜀北军政府，以十八星旗为政府旗帜，曾省斋任都督，下设六个部，军政部部长丁阳武，参谋部部长聂开基，文牍部部长李仁愷，财政部部长黄瑞征，总务部部长周泽生，外交部部长周建侯。后来两个立宪派的部长中，聂开基到南充投入张澜的川北宣慰使署，李仁愷则在蒲殿俊指使下企图搞垮大汉蜀北军政府。
中华民国成立后，聂开基曾任约法会议秘书。他还曾任四川省议会秘书长。此外，他还在军阀刘湘部、杨森部当过顾问或秘书长。

### 民主人士
回到家乡广安后，他成为广安东山派的重要成员。当时广安县有两大政治派别，其中广安西山派以中国国民党和三青团人士为主，支持蒋介石，积极执行各项军令政令，而广安东山派以袍哥势力为主，成员多为地方实力派人物，如各界知名人士和开明人士，支持民主，和中共地下党来往密切。中共地下党员杨玉枢还串联协和总社及政府公务员中的十八位有一定影响的人物，组成了生期会，成为广安东山派的核心组织。杨玉枢因与聂开基的儿子聂士毅、聂士悫，儿媳王家秀均为抗日战争初期加入中国共产党的地下党员，聂开基遂和杨玉枢成为好友。1945年，聂开基参加中国民主同盟。此后，他继续支持革命，掩护中共地下组织的活动。中共地下组织还在他家设立了联络站，中共川东临委书记王璞还曾在聂开基家长期居住和办公。
1945年10月，广安县第一届参议会选举完成，杨玉枢、张正萱、张若一、邓致玖等中国共产党地下党员及民主人士当选参议员。著名民主人士聂开基还获推选为四川省参议会参议员。1946年初，广安县各乡镇举行乡镇长选举，杨玉枢（中共地下党员、生期会召集人）等人反对该县三青团干事长夏永泽提出的“乡镇长候选人应在本人报名的基础上，由县党、团、特三方组成五人小组审查、圈定，再交选民投票选举”的圈选提议，主张由群众直接投票选举。杨玉枢的提案获得了省参议员聂开基和多数县参议员的支持，县参议会遂以压倒多数通过了这一提案，实行选民直接投票选举乡镇长。经过选举，广安县66个乡镇中的12个乡镇长由中共地下党员担任，其他还有的乡镇长是由中共的外围群众与协和总社中的开明人士担任。
1948年夏，民革川康组织及军事机构在成都成立，聂开基被杜重石提名，任委员。就这一情况，杜重石曾作回忆文章，内称：
对《民革川康地下组织的活动情况》的补充订正
杜重石
《民革川康地下组织的活动情况 》载于 《四川文史资料选辑 》第三十辑。第3页第7至14行：“1948年冬，李济深派杜重石到成都 ……分别在成都成立了民革川康分会地下组织。”第4页第2至8行：“1949年 3 月，民革川康分会成立了。……推刘文辉同志 （ 未出席 ）为主任委员兼军事委员长。”所述与我亲历之事实不符。
以时间言，我是1948年夏（不是冬 ）到成都 ，知刘文辉在雅安，即由吴梦三电告杨杰的秘书杜文博 （我胞弟 ）嘱在广安为“民联”搞武装起义的李挽澜到成都见我。翌日由前川康绥靖公署副官长黄瑾怀用其私车送我去雅安 ，与刘相晤后，即隐居刘文辉部下——手枪大队长王瑞臣家。带给刘的密函不只是李济琛的，还有张澜的，以及转杨杰的有关民革在香港成立经过及当时军事、政治形势的信息 （李换澜到成都后 ，由李去重庆转达杨杰）。
当时我是以民革西南工作区中央特派员身份去川，负责筹建民革川康组织和军事机构的。刘文辉化名杨宗文 ，虽已在雅安决定 ，但创建上述秘密组织 ，还须和在成都的有关人士商讨。我在雅安只住了二日，与刘文辉先后去成都。我先住刘私宅，继移手枪大队长王瑞臣在成都的家。当时我的化名叫 “李正平” ，别名“仇天”。
筹建民革与军事组织，由于当时情势及其它条件所限，从未邀集多少人聚在王家开会。只是在不同时间，与我个别交换意见，以推荐的方式提名 ，并先与刘文辉交换意见 。所以不存在到会或未到会的问题。记得当时共推杨宗文为民革及军事两组织的主任委员，无委员长之称。黄瑾怀、李宗煌为副主委，王白与为秘书长 。委员有：汪载涛（李宗煌提名，汪当时任刘树成师参谋长，在邛崃）、吴梦三、徐则林、张平江、聂丕承 （张、聂是杜重石提名，当时张在重庆，聂在广安，王白与在重庆 ）。同时李宗煌提当时由澳门经广州行将到川的王蕴滋为民主联军川西军区司令员 ，汪载涛为川南军区司令员 。民革川康组织及军事机构是1948年夏在王瑞臣家成立的。
1949年春 “成立”，单指周从化同志领导的由“民联”改为民革的地下组织固无可言。所谓 “分别” 成立，是把刘文辉领导的民革川康地下组织包括在内，这是误将1948年夏的事往后推移几近一年。至于开会的地点，更不是在我家（牛市口）。因为1946年秋，我与张澜、王白与 、李宗煌、彭光汉 、黄瑾怀、汪载涛等人在1944年创办的《大义周刊》被查封，我被四川省警察局长徐中齐逮捕后，我的家已为特务注目。我出狱后，一直隐居三圣街黄瑾怀家。1948年夏这样的密会，是不可能在我家召开的。
（1984年7月）

1949年，中国人民解放军攻占广安县前夕，中国共产党通过聂开基、张平江（女）等人，宣传“保护乡梓，人人有责”，粉碎了国民党方面的特务头子郝崇斌在广安县图谋进行的“应变”即撤退前破坏计划。

## 家庭
- 子：聂士毅，中国共产党党员，曾在1940年代在四川搞地下工作[12]
- 子：聂士悫，中国共产党党员，曾在1940年代在四川搞地下工作